# Pyrene (Tochter des Bebryx)
Pyrene (altgriechisch Πυρήνη Pyrḗnē) war in der griechischen Mythologie die Tochter von König Bebryx.
Als Herakles auf dem Weg zu Geryon war, um dessen Rinder zu rauben, wurde er von Bebryx gastfreundlich aufgenommen, verführte vom Wein berauscht Pyrene, indem er ihr falsche Versprechungen machte, und zog danach weiter. Sie gebar eine Schlange und floh aus Furcht vor ihrem Vater in die Wildnis der Pyrenäen, wo sie von wilden Tieren getötet wurde. Herakles fand ihre Leiche, als er auf dem Rückweg von Geryon war, und bestattete sie. Dabei rief er klagend ihren Namen, der vom Echo des Gebirges wiederholt wurde. So erhielt der Gebirgszug der Pyrenäen seinen Namen.